# Caterpillar D7
Caterpillar D7 est un modèle de bulldozer fabriqué par Caterpillar. En mars 2008, lors du salon Conexpo 2008 qui se tient tous les trois ans à Las Vegas, Caterpillar a présenté le D7E. Ce D7E de 235 ch (175 kW) est équipé d'un système d'entraînement diesel-électrique alimenté par un moteur diesel C9.3 de 537 cm3. Le C9.3 alimente un générateur qui produit de l'électricité qui alimente une paire de moteurs d'entraînement à courant alternatif. Par rapport à la Caterpillar D7R Series II, la D7E devrait permettre de déplacer 25 % de matériaux en plus par gallon de carburant, d'augmenter la productivité de 10 % et de réduire les coûts d'exploitation de 10 % sur toute la durée de vie de la machine.

## Utilisateurs militaires

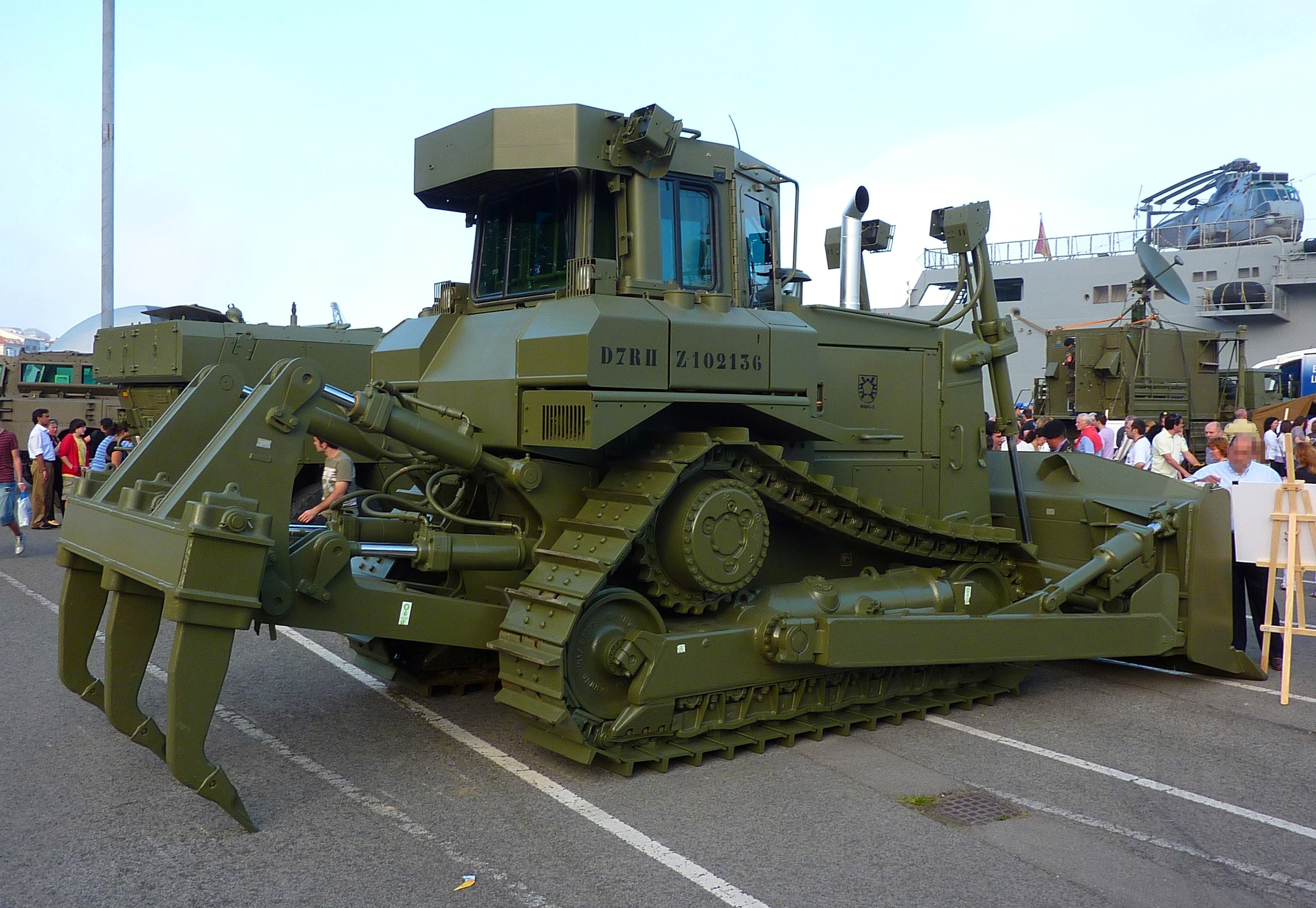
D7 de l'armée espagnole

- Espagne Caterpillar D7R-II blindé